# Isla Aristizábal
La isla Aristizábal es una pequeña isla de origen rocoso en el golfo San Jorge del mar Argentino, se encuentra ubicada aproximadamente a unos 500 metros al este de la costa de la península Aristizábal y al noreste del cabo del mismo nombre, y al sudeste de las islas Vernaci, en el sector de bahía Bustamante. Se halla en el departamento Escalante, en la provincia argentina del Chubut. Las medidas de la isla son 140 metros de longitud máxima y 70 metros de ancho máximo. Presenta una forma alargada con el eje mayor en sentido noroeste-sudeste. 
El nombre de esta isla fue impuesto por Juan Antonio Gutiérrez de la Concha en honor al oficial de la marina española del siglo XVIII Gabriel de Aristizábal, quien participó de la expedición Malaspina.
Se trata de una isla rocosa y sin vegetación donde existe una colonia de nidificación de cormorán de cuello negro (Phalacrocorax magellanicus), donde se han contabilizado 20 parejas reproductivas a mediados de la década de 1990.
En 2008 se creó el Parque Interjurisdiccional Marino Costero Patagonia Austral, el cual incluye a la isla Aristizábal.